# Nathaniel Shilkret
Nathaniel Shilkret (New York, 25 dicembre 1889 – 18 febbraio 1982) è stato un clarinettista, compositore e direttore d'orchestra statunitense.

## Biografia
Fu un compositore, direttore d'orchestra, clarinettista, pianista, dirigente (per la A&R), e direttore musicale (per la Victor, RKO Pictures e la Metro-Goldwyn-Mayer). Shilkret fu un bambino prodigio. 
Nel 1925 era un clarinettista nelle migliori organizzazioni di musica di New York: la New York Philharmonic (sotto Vasilij Il'ič Safonov e Gustav Mahler) e la Metropolitan Opera. Egli fu anche un pianista di prova di Walter Damrosch, per la riproduzione di stelle che comprendeva la ballerina Isadora Duncan. Entrò a far parte del Dipartimento Esteri della Victor Talking Machine Company (in seguito diventò la RCA Victor) nel 1915, e ben presto divenne direttore del dipartimento. Nel 1926 Shilkret divenne "direttore della musica leggera". 
Fece molte migliaia di registrazioni, forse più di chiunque altro nella storia. Suo figlio Arthur aveva stimato un record delle vendite di 50 milioni di copie. Egli fu il presentatore televisivo di scelta per molte registrazioni innovative di Victor. Egli è stato anche una delle prime stelle della radio, fece 3000 trasmissioni tra il 1925 e il 1941. Una delle sue più note composizioni fu The Lonesome Road, cantata da Gene Austin, e più tardi da Jules Bledsoe (doppiato da Stepin Fetchit) nella scena finale del film Mississipi (1929).

## Filmografia parziale
- Le sette aquile (Lilac Time), regia di George Fitzmaurice e, non accreditato, Frank Lloyd (1928)
- The Lady of the Lake, regia di James A. FitzPatrick (1928)
- L'albergo delle sorprese (Synthetic Sin), regia di William A. Seiter (1929)
- Maria di Scozia (Mary of Scotland), regia di John Ford (1936)
- La ragazza di Boemia (The Bohemian Girl), regia di James W. Horne e Charley Rogers (1936)
- Follie d'inverno (Swing Time), regia di George Stevens (1936)
- L'aratro e le stelle (The Plough and the Stars), regia di John Ford (1936)
- Sotto i ponti di New York (Winterset), regia di Alfred Santell (1936)
- Musica per signora (Music for Madame), regia di John G. Blystone (1937)
- Voglio danzare con te (Shall We Dance), regia di Mark Sandrich (1937)
- Alla conquista dei dollari (The Toast of New York), regia di Rowland V. Lee (1937)
- Avventura a Vallechiara o Noi e... la gonna (Swiss Miss), regia di John G. Blystone, Hal Roach (1938)
- A Stranger in Town, regia di Roy Rowland (1943)
- Portrait of a Genius, regia di Sammy Lee - Cortometraggio (1943)
- La signora Parkington (Mrs Parkington), regia di Tay Garnett - musiche addizionali (1944)
- Minorenni pericolosi (Boys' Ranch), regia di Roy Rowland (1946)
- Flying Padre, regia di Stanley Kubrick - Cortometraggio (1951)